# ホテル野猿
ホテル野猿（ホテルやえん）は、東京都八王子市大塚にあった老舗のラブホテル。2008年頃に改装され、フェスタリゾート野猿という名称に変更されるも、2023年6月19日に閉館、廃業。現在も公式ホームページは残っているが、ページには廃業の案内が表示されているのみとなっている。

## 概要
名前の由来は野猿街道沿いにあることから。当初は「モテル野猿」だったが、10階建てのアメリカ館ができてから「ホテル野猿」に改称。
アメリカ館は有名人の名前の部屋で、ヨーロッパ館は女性の名前がついていたが、後にヨーロッパ館のみ営業。部屋数は100室を越える大型ホテルであった（のちに86室に縮小）。写真で部屋が選べる方式はここのオーナーが発明した。

## 看板
ホテルの近郊に広範囲に看板がたくさん設置されており、特に中央自動車道の高井戸IC付近の大型のネオン看板によって、その名称のインパクトから有名になる。このネオン看板は多摩都市モノレール線の松が谷駅-大塚・帝京大学駅間からも見えた。
タモリ（笑っていいとも!、オールナイトニッポン）、ビートたけし（オールナイトニッポン）、とんねるず（オールナイトニッポン、とんねるずのみなさんのおかげでした）等、数多くのお笑いタレントがネタに使っており、特にとんねるずは「野猿」というグループ名にまでした（名前の由来は一般的には野人からとって野猿にしたとなっているが、それは他の番組に出る為の後付けの由来で実際は当ホテル「ホテル野猿」から取ってつけた）。
角田光代の小説『空中庭園』の作中にも同名のホテルが登場する（ただし読みは「のざる」）。